# Liste des parcs d'État de l'Oklahoma
Liste des parcs d'État de l'Oklahoma aux États-Unis d'Amérique par ordre alphabétique. Ils sont gérés par l'Oklahoma Parks, Resorts and Golf.
- Adair
- Alabaster Caverns
- Arrowhead
- Beaver Dunes
- Beavers Bend
- Bernice
- Black Mesa
- Boiling Springs
- Boggy Depot
- Boswell Lake
- Cherokee
- Cherokee Landing
- Clayton Lake
- Crowder Lake
- Disney/Little Blue
- Fort Cobb
- Foss
- Great Plains
- Great Salt Plains
- Greenleaf
- Heavener Runestone
- Hochatown
- Honey Creek
- Lake Eucha
- Lake Keystone
- Lake Murray
- Lake Tenkiller
- Lake Texoma
- Lake Wister
- Lake Thunderbird
- Little Sahara
- McGee Creek
- Natural Falls
- Osage Hills
- Raymond Gary
- Red Rock Canyon
- Robbers Cave
- Roman Nose
- Sequoyah Bay
- Sequoyah/Western Hills
- Snowdale
- Spavinaw
- Talimena
- Twin Bridges
- Wah-Sha-She
- Walnut Creek